# Danelectro
Danelectro es una empresa fabricante de instrumentos y accesorios musicales, especializada en guitarras y bajos eléctricos, amplificadores y pedales de efectos. Fue fundada por Nathan Daniel en 1947 en Nueva Jersey, Estados Unidos de América, y en un principio producían solamente amplificadores para la compañía Sears Roebuck. En 1954 Danelectro comenzó con la producción de guitarras eléctricas bajo esa marca y al mismo tiempo fabricaba guitarras sobre pedido para otras marcas, como Silvertone y Airline. Los modelos más populares incluían un estuche rígido con un amplificador construido dentro de él, que era conocido como el "Amp in case". En aquel entonces los primeros modelos tenían un precio de $69 dólares, mucho más barato comparado con guitarras de otras marcas más prestigiadas.
En poco tiempo las guitarras Danelectro se hicieron famosas debido a las características y diseños innovadores que presentaban (las pastillas "lipstick" son el mejor ejemplo), el buen sonido que proporcionaban a pesar de su bajo precio y la distribución masiva que tenían en las tiendas Sears. En 1956 Danelectro introdujo el bajo de seis cuerdas, el cual nunca ganó mucha popularidad, pero fue adoptado por otras compañías como Fender con su modelo Fender VI.
En 1966 Danelectro fue vendida a la Musical Corporaton of America (MCA). En esos años la producción marchaba bien y se lanzó la línea Coral, que incluía algunos modelos de sitaras. Solo tres años después la planta fue cerrada debido a los planes de la MCA de vender las guitarras solamente en tiendas pequeñas y ya no en los grandes almacenes donde la marca se hizo famosa.
A mediados de los 90 la Evets Corporation comenzó a comercializar copias de viejos modelos de guitarras Silvertone y Danelectro, además de fabricar nuevos pedales de efectos y pequeños amplificadores. También lanzaron la nueva línea Danoblaster que incluía modelos más sencillos (más parecidos a una Fender Stratocaster que a otros modelos propios de Danelectro), algunos de los cuales tenían efectos como fuzz o trémolo construidos dentro del propio instrumento. Al principio las ventas fueron favorables pero con el paso de los años estas bajaron tanto que en 2001 la compañía optó por dejar de producir guitarras y dedicarse exclusivamente a la fabricación de efectos. En 2006, los nuevos dueños de Evets Corporation decidieron lanzar cada año un número limitado de reediciones de los modelos clásicos de Danelectro, los cuales han tenido gran aceptación entre los consumidores

## Guitarras y bajos

### 1947 - 1969
- Danelectro U1
- Danelectro U2
- Amp-in-case
- 59 DC
- Dano Pro
- Shorthorn Standard
- Shorthorn Deluxe
- Guitarlin
- Danelectro Baritone
- Stan & Dan
- Innuendo Baritone
- Longhorn Baritone
- 6 strings bass

### 1998 - 2001
- 59 DC
- Danelectro Baritone
- Danelectro Convertible
- DC-12
- DC-3
- DC Bass
- Danelectro Doubleneck
- Guitarlin
- Hodad
- Hodad Bass
- Longhorn Baritone
- Longhorn Bass
- Mod
- Mod 7
- Shorthorn Bass
- U-1
- U2
- U3
- Danoblaster Innuendo
- Danoblaster Hearsey
- Danoblaster Rummor Bass

### 2006 - actualmente
- Danelectro 56 Pro (2006)
- Longhorn Guitar (2006)
- Longhorn Bass (2006)
- Dano Pro (2007)
- Dano '59 (2007)
- Dano '63 (2008)
- Dano '63 Baritone (2008)
- Dano '63 Bass (2008)
- Dead on '67 (2009)
- Dead on '67 Baritone (2009)
- Dead on '58 Longhorn Bass (2009)

## Amplificadores
- Amp-in-case (1962-1969)
- DM10 (60'S)
- Commando
- Master-Slave
- Honeytone amp N-10
- Honeytone E-Studio
- Bacon 'n' eggs mini-amp distortion
- Hodad mini-amp

## Pedales de efectos
Actualmente Danelectro produce principalmente pedales de efectos individuales para guitarra. Existen ocho series principales: Efectos originales, FAB, Mini efectos, vintage, Wasabi, Paisley, Cool Cat y algunos efectos variados. Todos los modelos funcionan con baterías de 9 Volts o adaptadores de corriente. Los pedales Danelectro se caracterizan por tener un buen sonido en relación con su bajo costo, en algunos casos superior al que ofrecen pedales más costosos de marcas más conocidas. Sin embargo, el hecho de que la cubierta exterior está construida de plástico los hace más frágiles.

### Efectos originales
- Daddy O. Overdrive
- Cool Cat Chorus
- FAB Tone Distortion
- Dan-Echo Simulated Tape Echo
- Dan-O-Matic Tuner

### FAB
- FAB Overdrive
- FAB Distortion
- FAB Metal
- FAB Chorus
- FAB Flanger
- FAB Echo
- FAB Fuzz
- FAB TONE DD1 (Distorsión)

### Mini efectos
- Pastrami Overdrive
- T-Bone Distortion
- BLT Slap Echo
- Corned Beef Reverb
- Tuna Melt Tremolo
- Hash Browns Flanger
- Pepperoni Phaser
- Milkshake Chorus
- Surf and Turf Compressor
- Grilled Cheese Distortion
- Pedal Tuner
- Chili Dog Octave
- Fish and Chips 7 Band EQ
- Chicken Salad Vibrato
- French Toast Octave Distortion
- Bacon'N'Eggs Mini Amp/Distortion
- PB&J Delay
- Rocky Road Spinning Speaker
- Black Coffee Metal Distortion
- French Fries Auto-Wah
- Black Licorice Beyond Metal

### Efectos Vintage
- Reel Echo
- Spring King

### Paisley (descontinuados)
- Blue Paisley PureDrive
- Black Paisley Liquid Metal

### Wasabi
- Wasabi Overdrive
- Wasabi Distortion
- Wasaby Rock-A-Bye
- Wasabi Forward-Reverse Delay
- Wasabi Chorus-Trem

### Efectos variados
- Shift Daddy
- Trip-L Wah
- Dan-O-Wah
- Free Speech Talk Box
- Psycho Flanger
- Sitar Swami

### Cool Cat
- Tremolo
- Vibe
- Metal
- Fuzz
- Drive
- Transparent Overdrive
- Distortion
- Metal II
- Chorus

## Artistas que han utilizado instrumentos Danelectro
- Victoria De Angelis
- Chris Squire
- Jimmy Page
- Beck
- Link Wray
- Man or Astro-man?
- Syd Barrett
- Fat Mike
- Johnny Ramone
- Pete Townshend
- Mark Knopfler
- Rory Gallagher
- Pat Metheny
- Kirk Hammett
- Ledds
- No todo esta mal
- Peter Buck
- Jimi Hendrix